# МК25
МК25-01 (мотовоз калужский массой 25 т, номер первый) — опытный мотовоз типа 0-2-0, построенный Калужским машиностроительным заводом в 1952 году.

## Конструкция
На мотовозе был установлен 6-цилиндровый дизельный двигатель типа 2Д6 мощностью 150 л. с. (при 1500 об/мин).
Коробка передач имела четыре основные (переключались во время движения) и одну режимную ступень, переключавшуюся, когда мотовоз был неподвижен. При переключении режимной ступени с маневрового положения в поездное скорость движения увеличивалась, а сила тяги уменьшалась в полтора раза.
Движущие колёса диаметром 950 мм соединялись между собой дышлами.
Максимальная скорость мотовоза в маневровом режиме равнялась 33 км/ч, в поездном — 50 км/ч; сила тяги — 5200 кГ.

## Испытания
Испытания мотовоза МК25-01 (проводились ВНИИЖТом) показали, что он в состоянии возить на площадке при кривой радиусом 950 м состав массой 770 т со скоростью 10 км/ч (2-я ступень маневрового режима). При испытаниях мотовоза, проведённых на строительстве Куйбышевской ГЭС, было установлено, что он с составом массой 95 т может проходить 22%-й подъём протяжённостью 950 м со скоростью 6 км/ч.